# 포르모사윗수염박쥐
포르모사윗수염박쥐(Myotis taiwanensis)는 애기박쥐과 윗수염박쥐속에 속하는 박쥐이다. 오랫동안 큰발박쥐의 아종으로 간주되었다.